# 충청남도의 무형문화재
충청남도 무형문화재는 무형문화재 중에서 충청남도 내에 있는 무형문화재를 의미한다.

## 지정목록
| 번호   | 사진 | 명칭                                        | 소재지                                         | 관리자 (단체)           | 지정일                                                                      | 참조 |
| 1호    |      | 한산세모시짜기 (韓山세모시짜기)             | 충남 서천군 한산면 충절로 1089                 |                         | 1974년 8월 31일 지정                                                        |      |
| 2호    |      | 지승제조 (紙繩製造)                         | 충남 홍성군                                    |                         | 1986년 11월 9일 지정                                                        |      |
| 3호    |      | 한산소곡주 (韓山素穀酒)                     | 충남 서천군 한산면 충절로 1120                 |                         | 1979년 7월 3일 지정                                                         |      |
| 4호    |      | 산유화가 (山有花歌)                         | 충남 부여군                                    |                         | 1982년 12월 31일 지정                                                       |      |
| 5호    |      | 웃다리농악 (웃다리農樂)                     | 충남 충남전역                                  |                         | 1989년 1월 5일 지정, 1989년 1월 5일 해제, 대전 무형문화재 제1호로 재지정    |      |
| 6호    |      | 보령남포벼루제작 (保寧藍浦벼루製作)         | 충남 보령시 청라면 의평리 549                  | 김진한                  | 1989년 12월 29일 지정                                                       |      |
| 7호    |      | 계룡백일주 (鷄龍百日酒)                     | 충남 공주시 봉정동 339번지                     |                         | 1989년 12월 29일 지정                                                       |      |
| 8호    |      | 공주탄천장승제 (公州灘川長丞祭)             | 충남 공주시 탄천면 송학리산789                 | 박영혁                  | 1989년 12월 29일 지정                                                       |      |
| 9호    |      | 청양정산동화제 (靑陽定山洞火祭)             | 충남 청양군 정산면 송학리                      |                         | 1989년 12월 29일 지정                                                       |      |
| 10호   |      | 서천대목장 (舒川大木匠)                     | 충남 서천군 문산면 판문로307번길 57            | 정영진                  | 1990년 5월 24일 지정, 2017년 5월 30일 해지, 보유자 및 전수교육조교 사망     |      |
| 11호   |      | 아산연엽주 (牙山蓮葉酒)(                    | 충남 아산시                                    | 최황규                  | 1990년 12월 31일 지정                                                       |      |
| 12호   |      | 황도붕기풍어제 (黃島붕기豊漁祭)             | 충남 태안군 안면읍 황도리 24                   |                         | 1991년 7월 9일 지정                                                         |      |
| 13호   |      | 서천저산팔읍길쌈놀이 (舒川苧産八邑길쌈놀이) | 충남 서천군 한산면 충철로 1089                 |                         | 1991년 7월 9일 지정                                                         |      |
| 14호   |      | 연산백중놀이 (連山百中놀이)                 | 충남 논산시 연산면 청동리 426                  |                         | 1991년 7월 9일 지정                                                         |      |
| 15호   |      | 아산옹기장 (牙山甕器匠)                     | 충남 아산시 도고면 금산리 산20                 |                         | 1991년 7월 9일 지정, 1998년 7월 25일 해제, 보유자 주소이전으로 지정해제     |      |
| 16호   |      | 금산물페기농요 (錦山물페기農謠)             | 충남 금산군 부리면 평촌리 569                  |                         | 1992년 8월 17일 지정                                                        |      |
| 17-1호 |      | 내포제시조(아랫내포제)                      | 충남 부여군                                    |                         | 1992년 12월 8일 지정                                                        |      |
| 17-2호 |      | 내포제시조(윗내포제)                        | 충남 서산시 시장2로 7                          |                         | 2014년 3월 10일 지정                                                        |      |
| 18호   |      | 소목장 (小木匠)                             | 충남 예산군 덕산면 읍내리 290                  |                         | 1996년 2월 27일 지정                                                        |      |
| 19호   |      | 금산인삼백주 (錦山人蔘白酒)                 | 충남 금산군 금성면 파초리 260                  |                         | 1996년 2월 27일 지정                                                        |      |
| 20호   |      | 결성농요 (結城農謠)                         | 충남 홍성군 결성면 읍내리 전역                 |                         | 1996년 11월 30일 지정                                                       |      |
| 21호   |      | 서천부채장 (舒川부채장)                     | 충남 서천군 한산면 한마로 36-16                |                         | 1997년 12월 23일 지정                                                       |      |
| 22호   |      | 부여용정리상여소리 (扶餘龍井里喪輿소리)     | 충남 부여군                                    |                         | 1997년 12월 23일 지정                                                       |      |
| 23호   |      | 공주봉현리상여소리 (公州鳳峴里喪輿소리)     | 충남 공주시 우성면 봉현리 56                   |                         | 1997년 12월 23일 지정                                                       |      |
| 24호   |      | 태안설위설경 (泰安設位說經)                 | 충남 태안군 소원면 소근리 635                  |                         | 1998년 7월 25일 지정                                                        |      |
| 25호   |      | 청양춘포짜기 (靑陽春布짜기)                 | 충남 청양군 운곡면 후덕동길 50-21(후덕리 701)  |                         | 1998년 12월 29일 지정                                                       |      |
| 26호   |      | 서산박첨지놀이 (瑞山박첨지놀이)             | 충남 서산시 음암면 탑곡리 333                  | 김동익                  | 2000년 1월 11일 지정                                                        |      |
| 27호   |      | 승무 (僧舞)                                 | 충남 서산시 음암면 부장리                      |                         | 2000년 1월 11일 지정                                                        |      |
| 28호   |      | 세도두레풍장 (世道두레풍장)                 | 충남 부여군                                    |                         | 2000년 1월 11일 지정                                                        |      |
| 29호   |      | 내지리단잡기 (내지리丹잡기)                 | 충남 부여군                                    |                         | 2000년 1월 11일 지정                                                        |      |
| 30호   |      | 청양구기자주 (靑陽枸杞子酒)                 | 충남 청양군 운곡면 광암수령길 46-4(광암리 321) |                         | 2000년 9월 20일 지정                                                        |      |
| 31호   |      | 홍성댕댕이장 (洪城댕댕이장)                 | 충남 홍성군 광천읍 신진리 246-2                |                         | 2000년 9월 20일 지정                                                        |      |
| 32호   |      | 금산농바우끄시기 (錦山농바우끄시기)         | 충남 금산군 부리면 평촌리 413                  |                         | 2000년 9월 20일 지정                                                        |      |
| 33호   |      | 단청장 (丹靑匠)                             | 충남 천안시 성정동 664-21                      |                         | 2001년 6월 30일 지정                                                        |      |
| 34호   |      | 불상조각장(석공) (佛像彫刻匠(石工))         | 충남 논산시 광석면 왕전리 611-5                |                         | 2001년 6월 30일 지정, 2003년 10월 30일 해제, 무형문화재 품위유지 위반       |      |
| 35호   |      | 당진안섬당제 (唐津안섬당제)                 | 충남 당진시 송악면 고대리 안섬마을             |                         | 2001년 6월 30일 지정                                                        |      |
| 36호   |      | 홍성 수룡동 당제 (洪城 水龍洞 堂祭)         | 충남 홍성군 서부면 판교리 911                  |                         | 2003년 10월 30일 지정                                                       |      |
| 37호   |      | 공주선학리지게놀이 (公州仙鶴里지게놀이)     | 충남 공주시 신풍면 선학리 마을                 |                         | 2004년 4월 10일 지정                                                        |      |
| 38-1호 |      | 옹기장 (甕器匠)                             | 충남 홍성군                                    |                         | 2008년 2월 29일 지정                                                        |      |
| 38-2호 |      | 옹기장 (甕器匠)                             | 충남 아산시                                    | 이지수                  | 2008년 2월 29일 지정                                                        |      |
| 39호   |      | 강독사 정규헌 (講讀師 丁奎憲)               | 충남 계룡시                                    |                         | 2008년 2월 29일 지정                                                        |      |
| 40호   |      | 내포영산대재 (內浦靈山大齋)                 | 충남 예산군 삽교읍 도청대로 835-45 법륜사      | 방현(보명스님)          | 2008년 2월 29일 지정                                                        |      |
| 41-1호 |      | 대장장                                      | 충남 아산시                                    | 허창구                  | 2009년 7월 10일 지정                                                        |      |
| 41-2호 |      | 대장장                                      | 충남 홍성군                                    |                         | 2009년 7월 1일 지정                                                         |      |
| 42호   |      | 공주 목소상 (公州 木梳匠)                   | 충남 공주시                                    | 이상근                  | 2010년 7월 30일 지정                                                        |      |
| 43호   |      | 연기 궁인                                   | 충남 연기군 전의면 신방리 116-2                | 주장응                  | 2010년 9월 10일 지정, 2012년 7월 1일 해제, 세종시 무형문화재 제1호로 재지정 |      |
| 44호   |      | 서천침선장 (舒川침선장)                     | 충남 서천군                                    |                         | 2010년 9월 10일 지정                                                        |      |
| 45호   |      | 공주 의당 집터다지기                        | 충남 공주시 의당면 청룡리 628                  | 우당집터다지기보존회    | 2013년 3월 11일 지정                                                        |      |
| 46호   |      | 논산 목조각장 (論山 木彫刻匠)               | 충남 논산시                                    | 김태길                  | 2013년 8월 12일 지정                                                        |      |
| 47호   |      | 논산 칠장 (論山 漆匠)                       | 충남 논산시 은진면                             | 문재필                  | 2013년 8월 12일 지정                                                        |      |
| 48호   |      | 보령 석장 (保寧 石匠)                       | 충남 보령시 웅천읍 구장터1길 30-11             | 고석산                  | 2013년 12월 2일 지정                                                        |      |
| 49호   |      | 내포 앉은굿                                 | 충남 서산시                                    | 정종호                  | 2013년 12월 2일 지정                                                        |      |
| 50호   |      | 예산 각자장(목각)                           | 충남 예산군 예산읍 아리랑로 73                 | 박학규                  | 2014년 3월 10일 지정                                                        |      |
| 51호   |      | 판소리(흥보가)                              | 충남 부여군 부여읍 계백로307                   | 김수향                  | 2014년 11월 20일 지정                                                       |      |
| 52호   |      | 서천 베틀장                                 | 충남 서천군 화양면 화한로 398번길 88-3         | 윤주열                  | 2016년 9월 30일 지정                                                        | ,    |
| 53호   |      | 금산 농악                                   | 충남 금산군 금산읍 금산로 1526                 | 금산농악보존회          | 2016년 9월 30일 지정                                                        | ,    |
| 54호   |      | 보령 외연도 당제                            | 충남 보령시 오천면 외연도                      | 보령 외연도 당제 보존회 | 2016년 9월 30일 지정                                                        | ,    |